# Tephrodornis affinis
L'averla boschereccia di Sri Lanka (Tephrodornis affinis Blyth, 1847) è un uccello passeriforme della famiglia dei Vangidi.

## Distribuzione e habitat
La specie è endemica di Sri Lanka.